# Ngozi Ukazu
Ngozi Ukazu es una dibujante y novelista gráfica estadounidense. En 2013 creó el webcomic Check, Please!, que luego se convirtió en una novela gráfica superventas del New York Times.

## Primeros años
Ngozi Ukazu creció en Houston, Texas. Asistió a la escuela secundaria Bellaire, donde colaboró con el periódico de la escuela, The Three Penny Press, como editora de cómics. Ella es hija de padres nigerianos. Estudió Ciencias de la Computación, obteniendo una licenciatura en Computación y Artes de la Universidad de Yale en 2013 y obtuvo una maestría en Arte Secuencial del Savannah College of Art and Design en 2015.

## Carrera
Ukazu lanzó Check, Please! como webcomic en 2013 después de escribir un guion sobre Eric "Bitty" Bittle, un estudiante universitario gay de primer año y campeón de patinaje artístico que se une a un equipo de hockey.
Ukazu creó una campaña de Kickstarter en 2015 para imprimir el primer volumen del cómic; la campaña resultó en el proyecto de cómic con mayor financiación en la historia de Kickstarter. En 2018 se lanzó la primera entrega, Check, Please!: #Hockey, que fue publicada por First Second Books. La secuela, Check, Please!: Sticks & Scones fue un superventas del New York Times en mayo de 2020.
Para DC Comics creó la novela gráfica Barda en 2024, tanto escribiendo como ilustrando.

## Publicaciones
- 2018: Check, Please!: #Hockey
- 2020: Check, Please!: Sticks & Scones
- 2024: Barda

## Premios y honores
- Ganadora del premio Ignatz 2019, Mejor cómic[10]
- Ganadora del Premio Harvey 2019, libro digital del año[11]
- Finalista del premio William C. Morris de la YALSA 2019
- 2018 The Boston Globe - Mejor literatura juvenil de 2018[12]
- Kirkus Reviews 2018: Los mejores libros para jóvenes adultos de 2018 que exploran la familia y el yo[13]
- Los mejores libros de la Biblioteca Pública de Nueva York de 2018: Los diez mejores libros para adolescentes[14]
- Lo mejor de Austin 2018: selección de los críticos de arte y entretenimiento[15]
- Premios Harvey 2018 - Nominado, Libro digital del año[16]
- Sociedad Nacional de Caricaturistas 2017: Ganadora, Mejor cómic en línea: formato largo[17]
- 2017 NPR - 100 cómics y novelas gráficas favoritas[18]